# Азербайджанский институт теологии
Азербайджанский институт теологии (азерб. Azərbaycan Respublikasının Dini Qurumlarla İş üzrə Dövlət Komitəsinin tabeliyində Azərbaycan İlahiyyat İnstitutu) — высшее учебное заведение Азербайджана, специализирующееся в сфере богословия. Институт находится в подчинении Государственного комитета по работе с религиозными образованиями Азербайджана.

## История
9 февраля 2018 года подписано распоряжение Президента Азербайджана о создании при Государственном комитете Азербайджана по работе с религиозными образованиями Азербайджанского института теологии. Этим же распоряжением Министерству Образования Азербайджана было поручено включить факультет теологии Бакинского Государственного Университета в структуру Азербайджанского института теологии.
Факультет стал основой создания института. Факультет был создан в 1992/1993 учебном году в БГУ при поддержке Религиозного Фонда Турции. С 1992 по 2018 год деканом факультета был Васим Мамедалиев.
13 сентября 2018 года бывший декан факультета теологии Бакинского Государственного университета Мубариз Джамалов был назначен проректором Азербайджанского института теологии по учебным делам.
17 сентября 2018 года в Баку состоялось открытие Азербайджанского института теологии.
26 июля 2018 года был объявлен конкурс для выбора официальной эмблемы института. 8 августа среди 106 представленных образцов логотипов был избран и утверждён логотип.

## Общие сведения
В институте функционирует 1 факультет (факультет теологии) и 3 кафедры.
Факультет занимается исследованием религии на основе точных религиозных источников.
Кафедры:
- Кафедра религиоведения
- Кафедра исламоведения
- Кафедра языков и общественных наук

Обучение ведётся на азербайджанском языке по двум специальностям: исламоведение и религиоведение.
На исламоведении осуществляется изучение теологических, исторических, социологических, психических и философских аспектов ислама.
При принятии учебной программы специальности «религоведение» были учтены стандарты отделений «Религиозные исследования» Оксфордского, Кембриджского, Стенфордского, Калифорнийского университетов. На специальности осуществляется изучение иврита, христианства, индуизма и конфуцианства.
По обеим специальностям осуществляется изучение истории Азербайджана.
Изучаются также английский, арабский, классический иврит, санскрит, классический греческий, латинский, русский и персидский языки.
В университете действует магистратура и докторантура.
Библиотека института насчитывает 14 000 книг. Книги представлены на азербайджанском, русском, английском, турецком, арабском и персидском языках.
На 2018—2019 учебный год на специальности «исламоведение» начали получать образование 35 студентов, «религиоведение» — 25. Обучение бесплатное.
В институте работают 54 сотрудника. В университете читают лекции специалисты из Турции, Великобритании, США, Ирана, Сирии и Португалии.

## Ректоры
- Джейхун Мамедов (31 мая 2018 — ?)[11]
- Агиль Ширинов (с 12 мая 2020)[12][13]